# Brúarfoss
Der Brúarfoss (dt. „Brückenwasserfall“) ist ein Wasserfall im Süden von Island.
Die Brúará stürzt hier in zwei Stufen um zusammen 5 m in die Tiefe. Unterhalb des Wasserfalls führt eine Fußgängerbrücke über den Fluss. Er liegt etwa 3 km nördlich des Laugarvatnsvegurs . Zwischen dem Brúarfoss und der Straße liegen noch der Miðfoss und der Hlauptungufoss.

## Sage
In der Nähe des Brúarfoss, rund 3 km nördlich der heutigen Brücke, soll es einen natürlichen Steinbogen über den Fluss gegeben haben, der ihm den Namen gab. 1602 wurde nach einer Sage auf Befehl des Gutsverwalters von Skálholt der Bogen zerstört, um für Bettler den Weg zu dem Ort abzuschneiden. Wenig später soll der Gutsverwalter dann selbst in der Brúará ertrunken sein.

## Bericht der Ida Pfeiffer (Situation im 19. Jh.)
1845 erkundete die Reiseschriftstellerin Ida Pfeiffer Island und besuchte dabei auch den Brúarfoss. Der Wasserfall bleibt in ihrem Reisebericht zwar namenlos, ist aber aufgrund der angegebenen Lage und der markanten Beschreibung eindeutig zu identifizieren:
Nun (…) kam das Merkwürdigste, das mir noch je vorgekommen ist; — es war dieß ein Strom mit einem ganz eigenthümlichen Flußbette. Dieses Flußbett ist breit und etwas abschüssig; es besteht aus Lavaschichten und ist in der Mitte der Länge nach durch eine 18-20 Fuß tiefe, und 15-18 Fuß breite Schlucht getheilt, der sich das Wasser brausend und schäumend zudrängt, so daß man schon von weitem das Rauschen desselben hört. (…) Mit furchtbarer Gewalt tobt und rast das Wasser von allen Seiten; es stürzt mit heftigem Ungestüm in die Kluft, bildet von beiden Seiten Fälle, und zerschellt beinah an den emporragenden Klippen.
Aus Pfeiffers Schilderung geht auch hervor, dass die damalige Brücke „unweit“ oberhalb des eigentlichen Wasserfalls „die Kluft“ im Flussbett überspannte, also zwischen der heutigen Brücke und dem Steinbogen der Sage:
Ueber diese Kluft führt ein hölzernes Brückchen, das in der Mitte des Flusses steht, und stets von den hochaufspringenden Wogen bespühlt wird. (…) Das Stückchen Brücke mitten im Flusse würde man für den Rest einer eben zerstörten Brücke halten, und die Kluft sieht man vom Ufer aus nicht, weil sie von den aufschäumenden Wellen überragt ist. (…) Unweit der Brücke endet die Kluft, und der Strom stürzt dann in seiner ganzen Breite über 30 bis 40 Fuß hohe Felsen.